# Melanoma lentiginoso acral
Melanoma lentiginoso acral é um tipo raro de câncer de pele, que exige uma maior atenção ao diagnóstico. O principal pigmento na produção da cor da pele, a melanina, é gerada por uma célula chamada melanócito. Seu crescimento, quando normal, é controlado e substitui regularmente células velhas por novas e saudáveis. Este tipo de tumor é mais comum entre afrodescendentes e asiáticos. Trata-se de um subtipo raro, que surge independentemente da cor da pele ou do histórico de exposição ao sol. Os asiáticos respondem por 30% a 50% dos casos, enquanto os afrodescendentes respondem por 70% do total.
O melanoma acral se desenvolve nas palmas das mãos, plantas dos pés e nas unhas, sendo a região plantar o local onde surge mais frequentemente. Em seus primórdios possui semelhança a uma pinta, mas pode se assemelhar também a um trauma ou mancha. Mesmo sendo mais comum em afrodescendentes e asiáticos, pode-se surgir também em pessoas de qualquer tom de pele.
Por se dispor em áreas que nem sempre são inclusas no autoexame da pele, frequentemente pode ser confundido com traumas ou micoses. As lesões tendem a ter um diagnóstico mais tardio,  o que impacta diretamente na chance de sucesso do tratamento. Ainda assim, são tumores que também podem ser curados com cirurgia e responder muito bem aos tratamentos disponíveis.
O melanoma lentiginoso acral costuma ter progressão mais rápida do que o melanoma extensivo superficial e o lentigo maligno. Deste modo, é de suma importância incluir as unhas, mãos e pés no autoexame periódico da pele e prestar atenção redobrada a manchas que mudam de cor ou tamanho, micoses, verrugas ou hematomas que não melhoram. É muito importante a procura de um cuidado e exames logo no início de descobertas de anomalias, tumores diagnosticados em estágios iniciais têm altas chances de cura.